# Atletismo na Universíada de Verão de 2007
O atletismo na Universíada de Verão de 2007 foi disputado no Main Stadium da Thammasat University em Banguecoque, Tailândia entre 9 e 14 de agosto de 2007. A marcha atlética (20 km), masculino e feminino, foi disputada em Ayutthaya.

## Medalhistas
Esses foram os resultados dos medalhistas do atletismo na Universíada de Verão de 2007:

### Masculino
| Evento                   | Ouro                                                                                   | Ouro            | Prata                                                                        | Prata           | Bronze                                                                            | Bronze          |
| Provas de pista          | Provas de pista                                                                        | Provas de pista | Provas de pista                                                              | Provas de pista | Provas de pista                                                                   | Provas de pista |
| ------------------------ | -------------------------------------------------------------------------------------- | --------------- | ---------------------------------------------------------------------------- | --------------- | --------------------------------------------------------------------------------- | --------------- |
| 100m                     | GBR Simeon Williamson                                                                  | 10s22           | CHN Zhang Peimeng                                                            | 10s30           | CAN Neville Wright                                                                | 10s37           |
| 200m                     | EGY Amr Seoud                                                                          | 20s74 (PB)      | RSA Leigh Julius                                                             | 20s96           | JPN Tomoya Kamiyama                                                               | 20s97           |
| 400m                     | AUS Sean Wroe                                                                          | 45s49           | POL Piotr Klimczak                                                           | 46s06 (SB)      | RUS Dmitry Buryak                                                                 | 46s22 (SB)      |
| 800m                     | IRI Ehsan Mohajer Shojaei                                                              | 1m46s04         | BRA Fabiano Peçanha                                                          | 1m46s11         | ITA Livio Sciandra                                                                | 1m46s19         |
| 1.500m                   | ALG Samir Khadar                                                                       | 3m39s62         | ESP Alvaro Rodriguez                                                         | 3m39s78         | BRA Fabiano Peçanha                                                               | 3m40s98         |
| 5.000m                   | TUR Halil Akkas                                                                        | 14m08s47        | JPN Yuki Matsuoka                                                            | 14m09s33        | UGA Simon Ayeko                                                                   | 14m10s13        |
| 10.000m                  | MAR Mohamed Fadil                                                                      | 30m19s41 (SB)   | UGA Simon Ayeko                                                              | 30m22s58        | UGA Stephen Mokoka                                                                | 30m31s78        |
| 110 metros com barreiras | UKR Sergey Demidyuk                                                                    | 13s33 (PB)      | CHN Ji Wei                                                                   | 13s57           | BRA Anselmo Gomes da Silva                                                        | 13s58           |
| 400 metros com barreiras | RSA Petrus Koekemoer                                                                   | 49s06           | MOZ Kurt Couto                                                               | 49s12 (SB)      | PUR Javier Culson                                                                 | 49s35           |
| 3.000m com obstáculos    | TUR Halil Akkas                                                                        | 8m20s83 (UR)    | KEN Barnabas Kirui                                                           | 8m22s67         | MDA Ion Luchianov                                                                 | 8m23s83         |
| 4 x 100m                 | THA Tailândia Pirom Autas Wachara Sondee Sompote Suwannarangsri Sittichai Suwonprateep | 39s15           | RSA África do Sul Johannes Dreyer Leigh Julius Hendrik Kotze Snyman Prinsloo | 39s20           | CHN China Wang Xiaoxu Zhang Peimeng Du Bing Yin Hualong                           | 39s30           |
| 4 x 400m                 | POL Polônia Witold Banka Piotr Klimczak Piotr Kedzia Daniel Dabrowski                  | 3m02s05         | AUS Austrália Dylan Grant Mark Ormrod Joel Milburn Sean Wroe                 | 3m02s76         | RUS Rússia Maxim Alexandrenko Valentin Kruglyakov Vladimir Antmanis Dmitry Buryak | 3m05s04         |
| Provas de estrada        |                                                                                        |                 |                                                                              |                 |                                                                                   |                 |
| 20 km marcha atlética    | CHN Chu Yafei                                                                          | 1h24m37         | KOR Park Chil-Sung                                                           | 1h24m42         | JPN Koichiro Morioka                                                              | 1h25m10         |
| Meia maratona            | MAR Mohamed Fadil                                                                      | 1h05m49 (SB)    | MAR Najim El Gady                                                            | 1h06m04         | JPN Takashi Toyoda                                                                | 1h06m30         |
| Provas de campo          |                                                                                        |                 |                                                                              |                 |                                                                                   |                 |
| Salto em altura          | RUS Alexander Shustov                                                                  | 2,31m           | CYP Kyriacos Ioannou                                                         | 2,26m           | UKR Oleksandr Nartov                                                              | 2,26m           |
| Salto com vara           | GER Alexander Straub                                                                   | 5,60m           | RUS Leonid Kivalov                                                           | 5,60m           | RUS Dmitry Starodubtsev                                                           | 5,50m           |
| Salto em distância       | AUS Robert Crowther                                                                    | 8,02m (PB)      | TPE Chao Chih-chien                                                          | 7,95m (PB)      | CZE Roman Novotny                                                                 | 7,88m           |
| Salto triplo             | KOR Kim Deok-Hyeon                                                                     | 17,02m (SB)     | UKR Vyktor Kuznetsov                                                         | 16,94m (SB)     | CHN Bo Wu                                                                         | 16,64m          |
| Lançamento de peso       | RUS Maxim Sidorov                                                                      | 20,01m          | LAT Maris Urtans                                                             | 19,38m          | TPE Chang Ming-huang                                                              | 19,36m          |
| Lançamento de disco      | AUT Gerhard Mayer                                                                      | 61,55m          | EGY Omar Ahmed El Ghazaly                                                    | 60,89m          | EST Märt Israel                                                                   | 60,32m          |
| Lançamento de martelo    | BLR Aliaksandr Vashchyla                                                               | 76,94m          | BLR Aliaksandr Kazulka                                                       | 74,52m          | RUS Igor Vinichenko                                                               | 73,94m          |
| Lançamento de dardo      | LAT Vadmis Vasilevskis                                                                 | 83,92m (SB)     | POL Igor Janik                                                               | 82,28m (SB)     | LAT Ainârs Kovals                                                                 | 82,23m          |
| Eventos combinados       |                                                                                        |                 |                                                                              |                 |                                                                                   |                 |
| Decatlo                  | GER Jacob Minah                                                                        | 8.099 (PB)      | BEL Hans Van Alphen                                                          | 8.047 (PB)      | BRA Carlos Eduardo Chinin                                                         | 7.920           |

### Feminino
| Evento                   | Ouro                                                                             | Ouro            | Prata                                                                               | Prata           | Bronze                                                                          | Bronze          |
| Provas de pista          | Provas de pista                                                                  | Provas de pista | Provas de pista                                                                     | Provas de pista | Provas de pista                                                                 | Provas de pista |
| ------------------------ | -------------------------------------------------------------------------------- | --------------- | ----------------------------------------------------------------------------------- | --------------- | ------------------------------------------------------------------------------- | --------------- |
| 100m                     | FIN Johanna Manninen                                                             | 11s46           | UKR Okena Chebanu                                                                   | 11s56           | LTU Audra Dagelyte                                                              | 11s65           |
| 200m                     | UKR Iryna Shtangyeyeva                                                           | 22s95           | GBR Kadi-Ann Thomas                                                                 | 23s28 (PB)      | BEL Hanna Marien                                                                | 23s48           |
| 400m                     | KAZ Olga Tereshkova                                                              | 51s62 (PB)      | CRO Danijela Grgic                                                                  | 51s88 (SB)      | RUS Ksenia Zadorina                                                             | 51s89           |
| 800m                     | UKR Yuliya Krevsun                                                               | 1m57s63 (PB)    | RUS Ekaterina Kostetskaya                                                           | 1m59s52         | GBR Charlotte Best                                                              | 2m01s50 (PB)    |
| 1.500m                   | RUS Olesya Chumakova                                                             | 4m09s32         | UKR Tatyana Holovchenko                                                             | 4m10s46         | POL Sylwia Ejdys                                                                | 4m11s51         |
| 5.000m                   | POR Jéssica Augusto                                                              | 15m28s78 (UR)   | UKR Tatyana Holovchenko                                                             | 15m40s56        | RUS Elizaveta Grechishnikova                                                    | 15m50s58        |
| 10.000m                  | RUS Ksenia Agafonova                                                             | 32m20s94        | JPN Ryoko Kizaki                                                                    | 32m55s11 (PB)   | PRK Jo Pun-Hui                                                                  | 33m20s55        |
| 100 metros com barreiras | BLR Yauheniya Valadzko                                                           | 13s03 (PB)      | TUR Nevin Yanit                                                                     | 13s07           | UKR Yevgeniya Shigur                                                            | 13s08           |
| 400 metros com barreiras | KAZ Tatyana Azarova                                                              | 55s52           | UKR Anastasiya Rabchenyuk                                                           | 55s98           | GER Jonna Tilgner                                                               | 56s27 (SB)      |
| 3.000m com obstáculos    | BUL Dobrinka Shalamanova                                                         | 9m45s04         | UKR Valentyna Gorpynych                                                             | 9m45s55         | TUR Türkan Eris,mis,                                                            | 9m46s12 (PB)    |
| 4 x 100m                 | FIN Finlândia Heidi Hannula Sari Keskitalo Ilona Ranta Johanna Manninen          | 43s48           | THA Tailândia Sangwan Jaksunin Orranut Klomdee Jutamas Tawoncharoen Nongnuch Sanrat | 43s92 (SB)      | UKR Ucrânia Okena Chebanu Galyna Tonkovyd Iryna Shtangyeyeva Iryna Shepetyuk    | 43s99           |
| 4 x 400m                 | UKR Ucrânia Nataliya Pygyda Antonina Yefremova Olha Zavhorodnya Oksana Shcherbak | 3m29s59         | RUS Rússia Olga Shulikova Elena Voinova Anastasia Kochetove Ksenia Zadorina         | 3m30s49         | GBR Grã-Bretanha Kelly Massey Laura Finucane Kadi-Ann Thomas Faye Marie Harding | 3m33s70         |
| Provas de estrada        |                                                                                  |                 |                                                                                     |                 |                                                                                 |                 |
| 20 km marcha atlética    | CHN Jiang Qiuyan                                                                 | 1h35m22         | ITA Lidia Mongelli                                                                  | 1h37m23         | RUS Sniazhana Yurchanka                                                         | 1h37m26         |
| Meia maratona            | PRK Kim Kum-Ok                                                                   | 1h12m31         | JPN Kei Terada                                                                      | 1h12m37         | PRK Jong Yong-Ok                                                                | 1h13m56         |
| Provas de campo          |                                                                                  |                 |                                                                                     |                 |                                                                                 |                 |
| Salto em altura          | KAZ Marina Aitova                                                                | 1,92m           | GER Ariane Friedrich                                                                | 1,90m           | KAZ Anna Ustinova                                                               | 1,90m           |
| Salto com vara           | RUS Alexandra Kiryashova                                                         | 4,40m           | GER Kristina Gadschiew                                                              | 4,40m           | SUI Nicole Büchler                                                              | 4,35m (PB)      |
| Salto em distância       | KAZ Olga Rypakova                                                                | 6,85m (SB)      | RUS Elena Sokolova                                                                  | 6,61m           | GRE Styliani Pilatou                                                            | 6,52m           |
| Salto triplo             | UKR Olga Saladukha                                                               | 14,79m (PB)     | SVK Dana Veldakova                                                                  | 14,41m (PB)     | CUB Yarianna Martínez                                                           | 14,25m          |
| Lançamento de peso       | RUS Irina Tarasova                                                               | 17,46m          | BLR Yuliya Leantsiuk                                                                | 17,20m          | POL Magdalena Sobieszek                                                         | 16,88m          |
| Lançamento de disco      | CUB Yarelis Barrios                                                              | 61,36m          | AUS Dani Samuels                                                                    | 60,47m (SB)     | SCG Dragana Tomaševic                                                           | 56,82m          |
| Lançamento de martelo    | BLR Darya Pchelnik                                                               | 68,74m          | IRL Eileen O'Keeffe                                                                 | 68,46m          | CZE Lenka Ledvinova                                                             | 66,41m          |
| Lançamento de dardo      | THA Buoban Pamang                                                                | 61,40m (NR)     | ROU Monica Stoian                                                                   | 61,19m (PB)     | POL Urszula Jasinska                                                            | 60,63m          |
| Eventos combinados       |                                                                                  |                 |                                                                                     |                 |                                                                                 |                 |
| Heptatlo                 | LTU Viktorija Zemaityte                                                          | 5.971           | BEL Sara Aerts                                                                      | 5.904           | UKR Ganna Melnichenko                                                           | 5.852           |

## Recordes

### 3.000m com obstáculos - Masculino
Recordes anteriores
| Tipo                   | Atleta                  | Tempo   | Local     | Data                  | Ref |
| ---------------------- | ----------------------- | ------- | --------- | --------------------- | --- |
|                        | QAT Saif Saaeed Shaheen | 7m53s63 | Bruxelas  | 3 de setembro de 2004 | ver |
| Recorde da Universíada | USA John Gregorek       | 8m21s26 | Bucareste | 1981                  | ver |

Novos recordes
| Tipo                   | Atleta                  | Tempo   | Local       | Data                  | Ref |
| ---------------------- | ----------------------- | ------- | ----------- | --------------------- | --- |
|                        | QAT Saif Saaeed Shaheen | 7m53s63 | Bruxelas    | 3 de setembro de 2004 | ver |
| Recorde da Universíada | TUR Halil Akkaş         | 8m20s83 | Banguecoque | 13 de agosto de 2007  | ver |

### 5.000m - Feminino
Recordes anteriores
| Tipo                   | Atleta              | Tempo    | Local   | Data                 | Ref |
| ---------------------- | ------------------- | -------- | ------- | -------------------- | --- |
|                        | ETH Meseret Defar   | 14m16s63 | Oslo    | 15 de junho de 2007  | ver |
| Recorde da Universíada | NZL Kimberley Smith | 15m29s18 | Esmirna | 19 de agosto de 2005 | ver |

Novos recordes
| Tipo                   | Atleta              | Tempo    | Local       | Data                 | Ref |
| ---------------------- | ------------------- | -------- | ----------- | -------------------- | --- |
|                        | ETH Meseret Defar   | 14m16s63 | Oslo        | 15 de junho de 2007  | ver |
| Recorde da Universíada | POR Jéssica Augusto | 15m28s78 | Banguecoque | 13 de agosto de 2007 | ver |

## Quadro de medalhas
| Ordem | País                | Medalha de ouro | Medalha de prata | Medalha de bronze |     |
| ----- | ------------------- | --------------- | ---------------- | ----------------- | --- |
| 1     | RUS Rússia          | 6               | 4                | 7                 | 17  |
| 2     | UKR Ucrânia         | 5               | 6                | 4                 | 15  |
| 3     | KAZ Cazaquistão     | 4               |                  | 1                 | 5   |
| 4     | BLR Bielorrússia    | 3               | 2                |                   | 5   |
| 5     | CHN China           | 2               | 2                | 2                 | 6   |
| 6     | GER Alemanha        | 2               | 2                | 1                 | 5   |
| 7     | AUS Austrália       | 2               | 2                |                   | 4   |
| 8     | TUR Turquia         | 2               | 1                | 1                 | 4   |
| 9     | MAR Marrocos        | 2               | 1                |                   | 3   |
|       | THA Tailândia       | 2               | 1                |                   | 3   |
| 11    | FIN Finlândia       | 2               |                  |                   | 2   |
| 12    | POL Polônia         | 1               | 2                | 3                 | 6   |
| 13    | RSA África do Sul   | 1               | 2                |                   | 3   |
| 14    | GBR Grã-Bretanha    | 1               | 1                | 2                 | 4   |
| 15    | LAT Letônia         | 1               | 1                | 1                 | 3   |
| 16    | EGY Egito           | 1               | 1                |                   | 2   |
|       | KOR Coreia do Sul   | 1               | 1                |                   | 2   |
| 18    | PRK Coreia do Norte | 1               |                  | 2                 | 3   |
| 19    | CUB Cuba            | 1               |                  | 1                 | 2   |
|       | LTU Lituânia        | 1               |                  | 1                 | 2   |
| 21    | ALG Argélia         | 1               |                  |                   | 1   |
|       | AUT Áustria         | 1               |                  |                   | 1   |
|       | BUL Bulgária        | 1               |                  |                   | 1   |
|       | IRI Irã             | 1               |                  |                   | 1   |
|       | POR Portugal        | 1               |                  |                   | 1   |
| 26    | JPN Japão           |                 | 3                | 3                 | 6   |
| 27    | BEL Bélgica         |                 | 2                | 1                 | 3   |
| 28    | BRA Brasil          |                 | 1                | 3                 | 4   |
| 29    | UGA Uganda          |                 | 1                | 2                 | 3   |
| 30    | TPE Taipé Chinês    |                 | 1                | 1                 | 2   |
|       | ITA Itália          |                 | 1                | 1                 | 2   |
| 32    | CRO Croácia         |                 | 1                |                   | 1   |
|       | CYP Chipre          |                 | 1                |                   | 1   |
|       | IRL Irlanda         |                 | 1                |                   | 1   |
|       | KEN Quênia          |                 | 1                |                   | 1   |
|       | MOZ Moçambique      |                 | 1                |                   | 1   |
|       | ROU Romênia         |                 | 1                |                   | 1   |
|       | SVK Eslováquia      |                 | 1                |                   | 1   |
|       | ESP Espanha         |                 | 1                |                   | 1   |
| 40    | CZE Chéquia         |                 |                  | 2                 | 2   |
| 41    | CAN Canadá          |                 |                  | 1                 | 1   |
|       | EST Estônia         |                 |                  | 1                 | 1   |
|       | GRE Grécia          |                 |                  | 1                 | 1   |
|       | MDA Moldávia        |                 |                  | 1                 | 1   |
|       | PUR Porto Rico      |                 |                  | 1                 | 1   |
|       | SRB Sérvia          |                 |                  | 1                 | 1   |
|       | SUI Suíça           |                 |                  | 1                 | 1   |
| TOTAL | TOTAL               | 46              | 46               | 46                | 138 |

Legenda
| Recorde mundial        | Recorde mundial (World record)               |                       | Recorde africano                      | Recorde africano (African) |                                           | Q | Classificado por posição (Qualified) |
| Recorde da Universíada | Recorde da Universíada (Universiade record)  | Recorde da América    | Recorde da América (Americas)         | q                          | Classificado por melhor tempo (Qualified) |   |                                      |
| Melhor marca do ano    | Melhor marca do ano (World leading)          | Recorde asiático      | Recorde asiático (Asian)              | DNS                        | Não largou (Did not start)                |   |                                      |
| Recorde nacional       | Recorde nacional (National record)           | Recorde europeu       | Recorde europeu (European)            | DNF                        | Não terminou (Did not finish)             |   |                                      |
| Recorde pessoal        | Recorde pessoal do atleta (Personal best)    | Recorde da Oceania    | Recorde da Oceania (Oceania)          | DSQ / DQ                   | Desclassificado (Disqualified)            |   |                                      |
| Recorde da temporada   | Recorde da temporada do atleta (Season best) | Recorde sul-americano | Recorde sul-americano (South America) | NM                         | Sem marca (No mark)                       |   |                                      |